# Pegognaga
Pegognaga – miejscowość i gmina we Włoszech, w regionie Lombardia, w prowincji Mantua.
Według danych na rok 2004 gminę zamieszkiwało 6616 osób, 143,8 os./km².